# S-League 2020-21
La S-League 2020-21 fue la edición número 17 de la S-League. La temporada comenzó el 8 de agosto de 2020 y culminó el 20 de marzo de 2021. El Solomon Warriors FC fue el campeón defensor.

## Formato
En esta edición participaron 11 equipos de los cuales jugaron entre sí mediante sistema de todos contra todos 2 veces totalizando 20 partidos cada uno. Al término de la temporada los dos primeros clasificados obtendrán un cupo a la Liga de Campeones de la OFC 2021. Todos los partidos se jugaron en el Estadio Lawson Tama.

## Equipos participantes
| Pos. | Equipo              | Ciudad       | Estadio             | Capacidad |
| ---- | ------------------- | ------------ | ------------------- | --------- |
| 1    | Solomon Warriors FC | Honiara      | Estadio Lawson Tama | 10000     |
| 2    | Henderson Eels FC   | Honiara      | Estadio Lawson Tama | 10000     |
| 3    | Kossa FC            | Honiara      | Estadio Lawson Tama | 10000     |
| 4    | FC Isabel United    | Isabel       | Estadio Lawson Tama | 10000     |
| 5    | Malaita Eagles      | Malaita      | Estadio Lawson Tama | 10000     |
| 6    | Laugu United FC     | Honiara      | Estadio Lawson Tama | 10000     |
| 7    | Marist FC           | Honiara      | Estadio Lawson Tama | 10000     |
| 9    | Real Kakamora FC    | Makira-Ulawa | Estadio Lawson Tama | 10000     |
| (N)  | Central Coast FC    | Honiara      | Estadio Lawson Tama | 10000     |
| (N)  | Honiara City FC     | Honiara      | Estadio Lawson Tama | 10000     |
| (N)  | Southern United FC  | Honiara      | Estadio Lawson Tama | 10000     |

## Clasificación
Actualizado el 21 de Marzo de 2021
| Pos. | Equipo                | PJ | PG | PE | PP | GF | GC  | DG  | Pts. | Clasificado a                              |
| ---- | --------------------- | -- | -- | -- | -- | -- | --- | --- | ---- | ------------------------------------------ |
| 1    | Henderson Eels FC (C) | 20 | 16 | 2  | 2  | 95 | 15  | +80 | 50   | Campeón y Liga de Campeones de la OFC 2021 |
| 2    | Solomon Warriors FC   | 20 | 16 | 1  | 3  | 71 | 21  | +50 | 49   | Liga de Campeones de la OFC 2021           |
| 3    | Central Coast FC      | 20 | 11 | 5  | 4  | 35 | 15  | +20 | 38   |                                            |
| 4    | FC Isabel United      | 20 | 9  | 5  | 6  | 54 | 37  | +17 | 32   |                                            |
| 5    | Honiara City FC       | 20 | 7  | 8  | 5  | 33 | 31  | +2  | 29   |                                            |
| 6    | Laugu United FC       | 20 | 8  | 5  | 7  | 32 | 39  | -7  | 29   |                                            |
| 7    | Marist FC             | 20 | 7  | 4  | 9  | 35 | 37  | -2  | 25   |                                            |
| 8    | Real Kakamora FC      | 20 | 7  | 2  | 11 | 34 | 51  | -17 | 23   |                                            |
| 9    | Southern United FC    | 20 | 6  | 0  | 14 | 32 | 60  | -28 | 18   |                                            |
| 10   | Kossa FC              | 20 | 4  | 5  | 11 | 33 | 59  | -26 | 17   |                                            |
| 11   | Malaita Eagles        | 20 | 0  | 1  | 19 | 20 | 109 | -89 | 1    |                                            |